# ハウプキ駅
ハウプキ駅（ポーランド語：Chałupki）はポーランドシロンスク県ラチブシュ郡クシジャノヴィツェにあるポーランド国鉄（PKP）の鉄道駅。チェコとの国境に近く、国境を越えた先にはボフミーン駅がある。

## 駅構造
2面3線の地上駅。

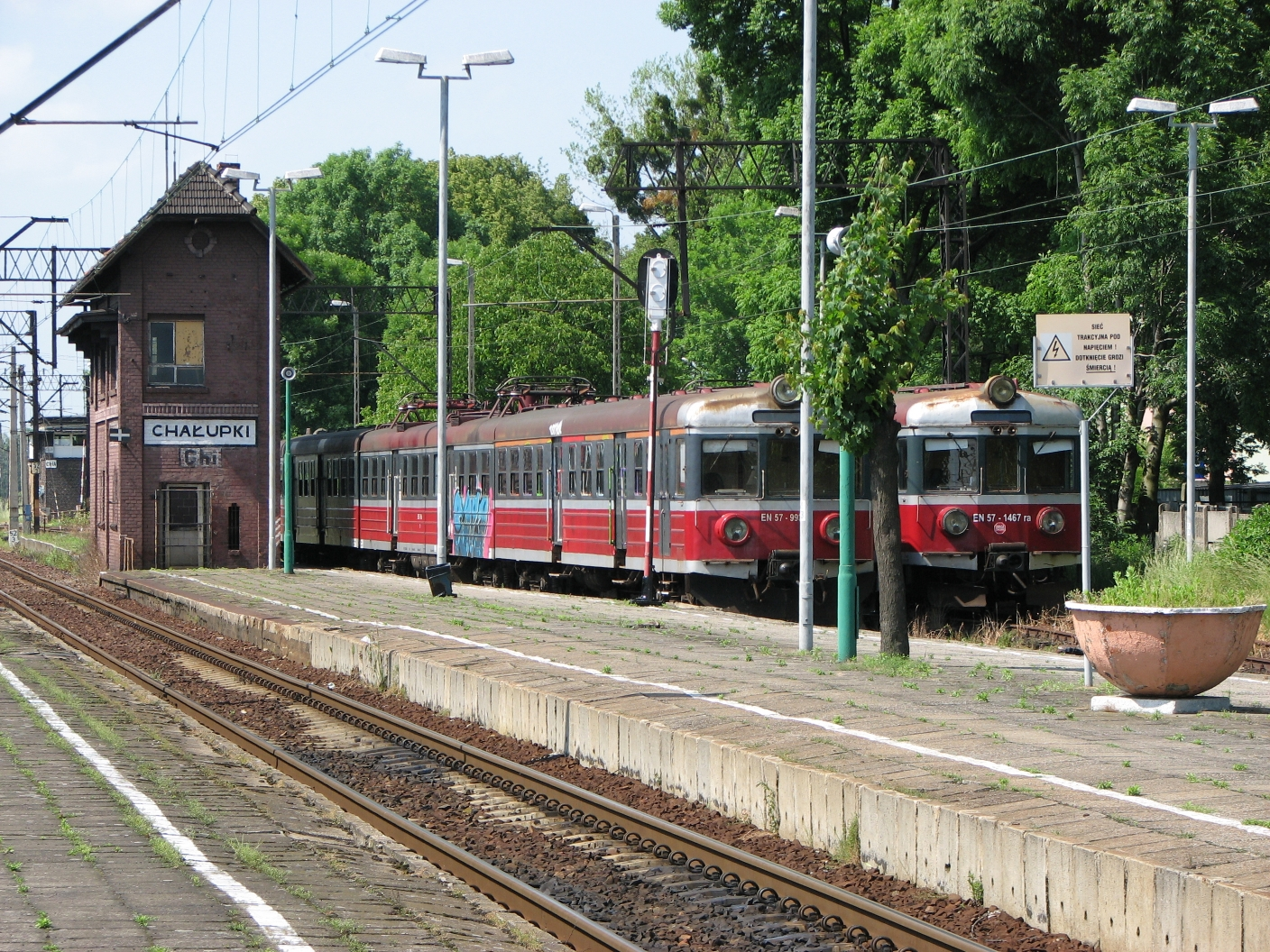
ホーム
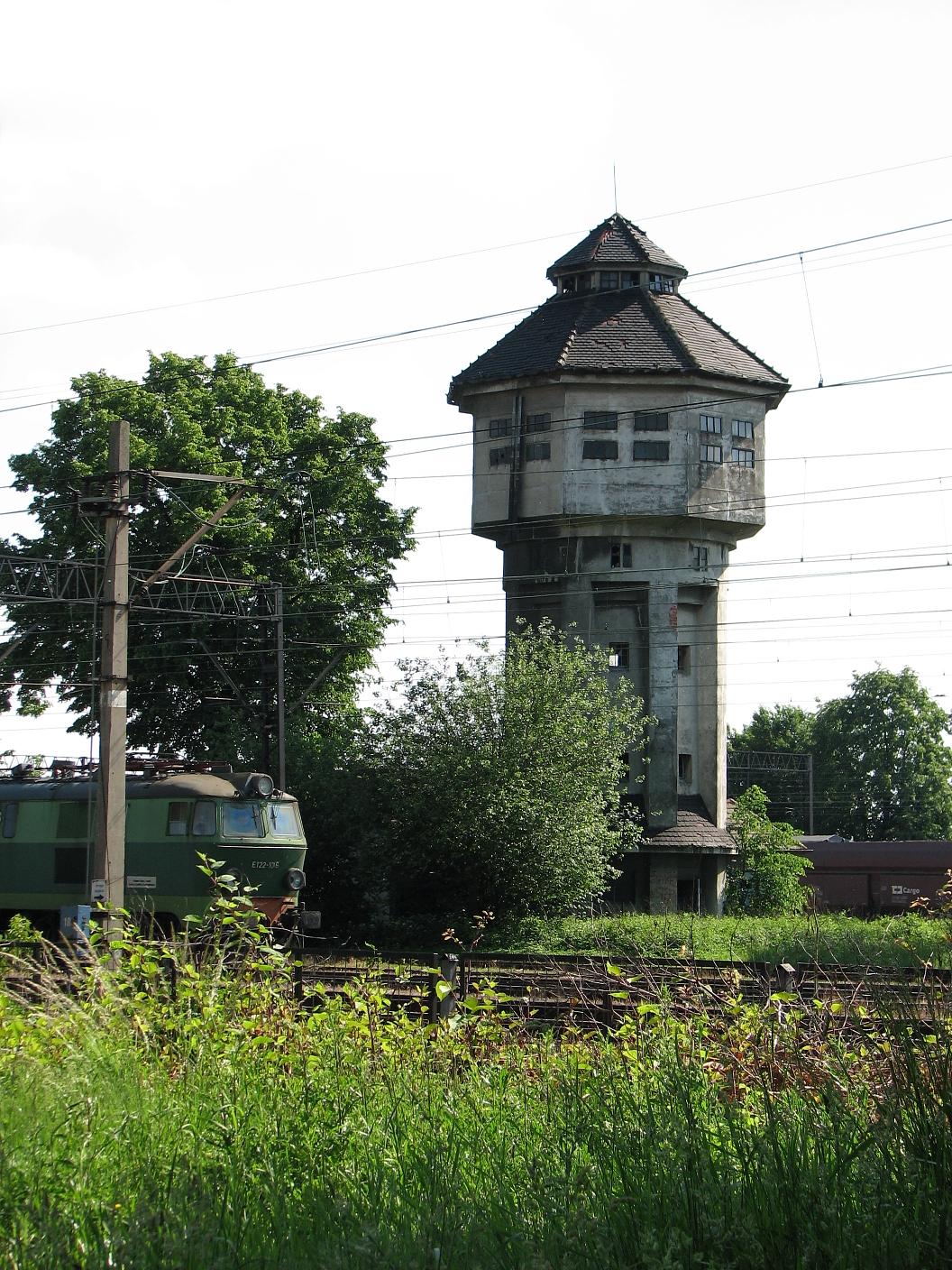
給水塔

## 歴史
- 1847年 - 開業。

## 隣の駅
ポーランド国鉄
151号線
ルディシュパウト駅 - ハウプキ駅 - （国境） - ボフミーン駅
158号線
ルディシュパウト駅 - ハウプキ駅